# Taromai
Taromai (他魯毎 (Tha Lỗ Mỗi) tiếng Okinawa: Taromii hay Tarumii; mất 1429) là vị vua cuối cùng của vương quốc Nam Sơn (Nanzan) trên đảo Okinawa.
Chi tiết về ngày sinh của Taromai vẫn chưa được rõ và có một số giả thuyết được đưa ra. Theo Cầu dương (Kyūyō), một bộ sử chính thức của vương quốc Lưu Cầu (Ryūkyū), Taromai là con trai cả của vị vua Nam Sơn trước đó là Ououso.
Taromai nhận được sắc phong chính thức của nhà Minh vào năm 1415, và từng cử đến 8 đoàn sứ thần triều cống sang Trung Quốc trong giai đoạn trị vì của mình.
Vương quốc Nam Sơn bị vương quốc Trung Sơn xâm chiếm vào năm 1429, đánh dấu việc thống nhất hòn đảo Okinawa và sự xuất hiện của vương quốc Lưu Cầu. Theo một số nguồn, sự thất bại của Taromai là do mất sự ủng hộ của nông dân sau khi ông trao một con suối, vốn là một nguồn nước ngọt quý giá cho Trung Sơn để đổi lấy một hàng rào dát vàng. Tuy nhiên sử gia George H. Kerr, lưu ý rằng việc tranh chấp quyền thừa kế giữa những người có khả năng kế vị Taromai đã khiến đất nước suy yếu và vua của vương quốc Trung Sơn lúc đó là Shō Hashi, đã nhân cơ hội này để đoạt lấy Nam Sơn.